# 袁京
袁京（？—？），字仲誉，汝南郡汝阳县（今河南省商水县）人，司徒袁安之子，袁赏、袁敞的兄弟。
袁京学习《孟氏易》，著有《难记》达三十万字，拜官为郎中，又改任侍中，外任为蜀郡太守。

## 家族
- 汝南袁氏世系图

## 延伸阅读
[在维基数据编辑]
 《後漢書/卷45》，出自范晔《後漢書》